# Cavea

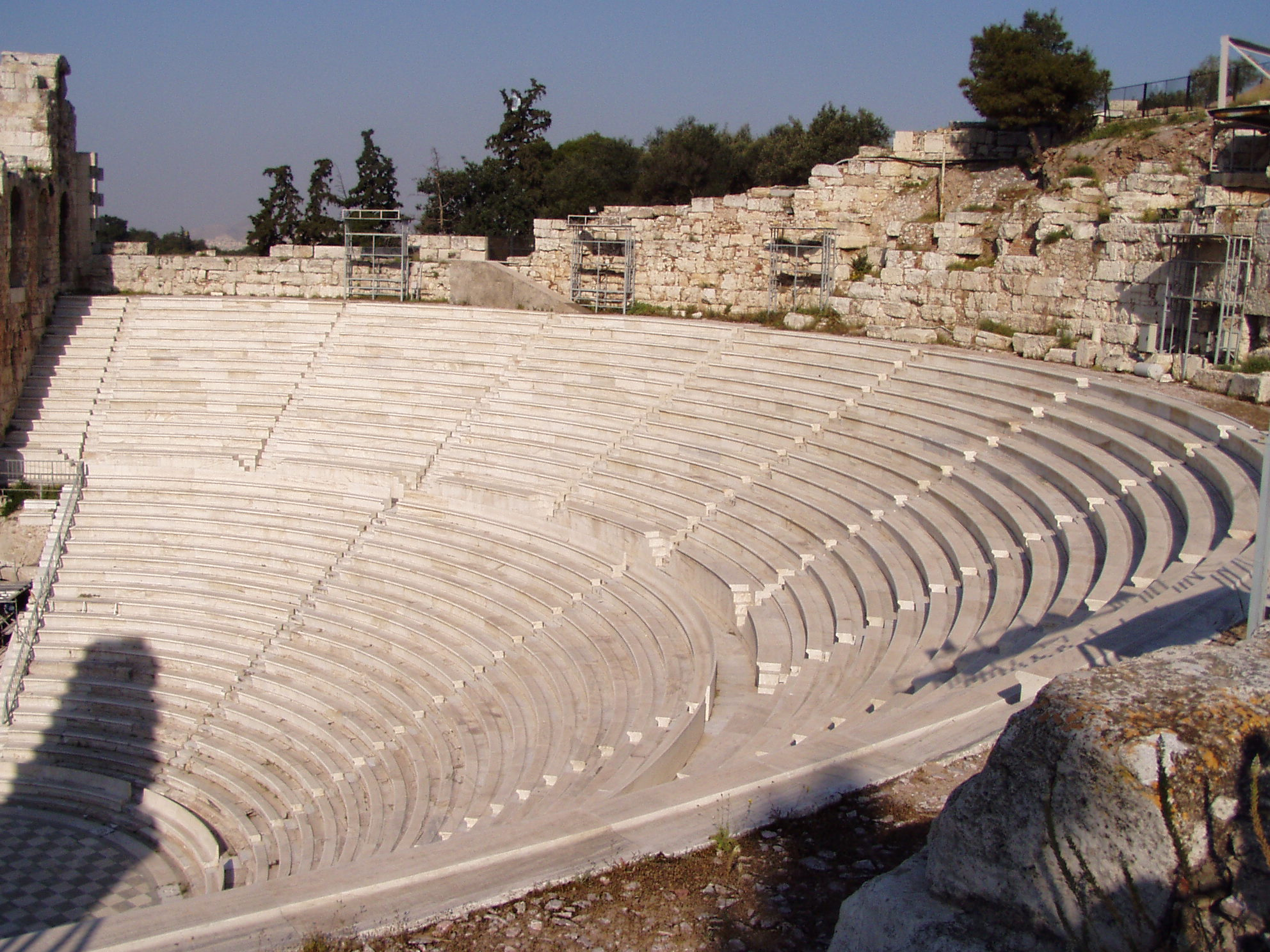
La cavea de l'odéon d'Hérode Atticus à Athènes comporte deux maeniana.

Dans la Rome antique, la cavea (du latin caveus, « creux ») est la partie de l'intérieur d'un théâtre, amphithéâtre ou cirque romains où se trouvent les sièges des spectateurs, en rangées concentriques de gradins en pierre. Ces gradins étaient soit taillés dans le roc sur le penchant d'une colline, soit supportés par les déblais rejetés lors de l'excavation de l'aire centrale, ou par des arcades construites dans la carcasse de l'édifice. La cavea est un bâtiment en forme d'anneau tout autour de l'arène centrale elliptique (la piste), et qui représente la substructure des gradins. Le recours à la technique de la voûte concrète a permis d'alléger la maçonnerie et le terrassement des superstructures autour de l'arène.
Suivant les proportions du monument, ces rangées de sièges sont partagées en un, deux ou trois étages distincts appelés maeniana. La cavea des grands édifices est ainsi divisée horizontalement en plusieurs larges zones concentriques (les maeniana), séparées par des couloirs (les praecinctiones), qui créent une coupure nette dans la pente générale des gradins et établissent une hiérarchisation des places dans la cavea. Chaque zone de banquettes (la maenianum) est divisée verticalement en cunei (« coins ») par des escaliers rayonnants (les scalaria).

## Hiérarchisation sociale des places dans lacavea

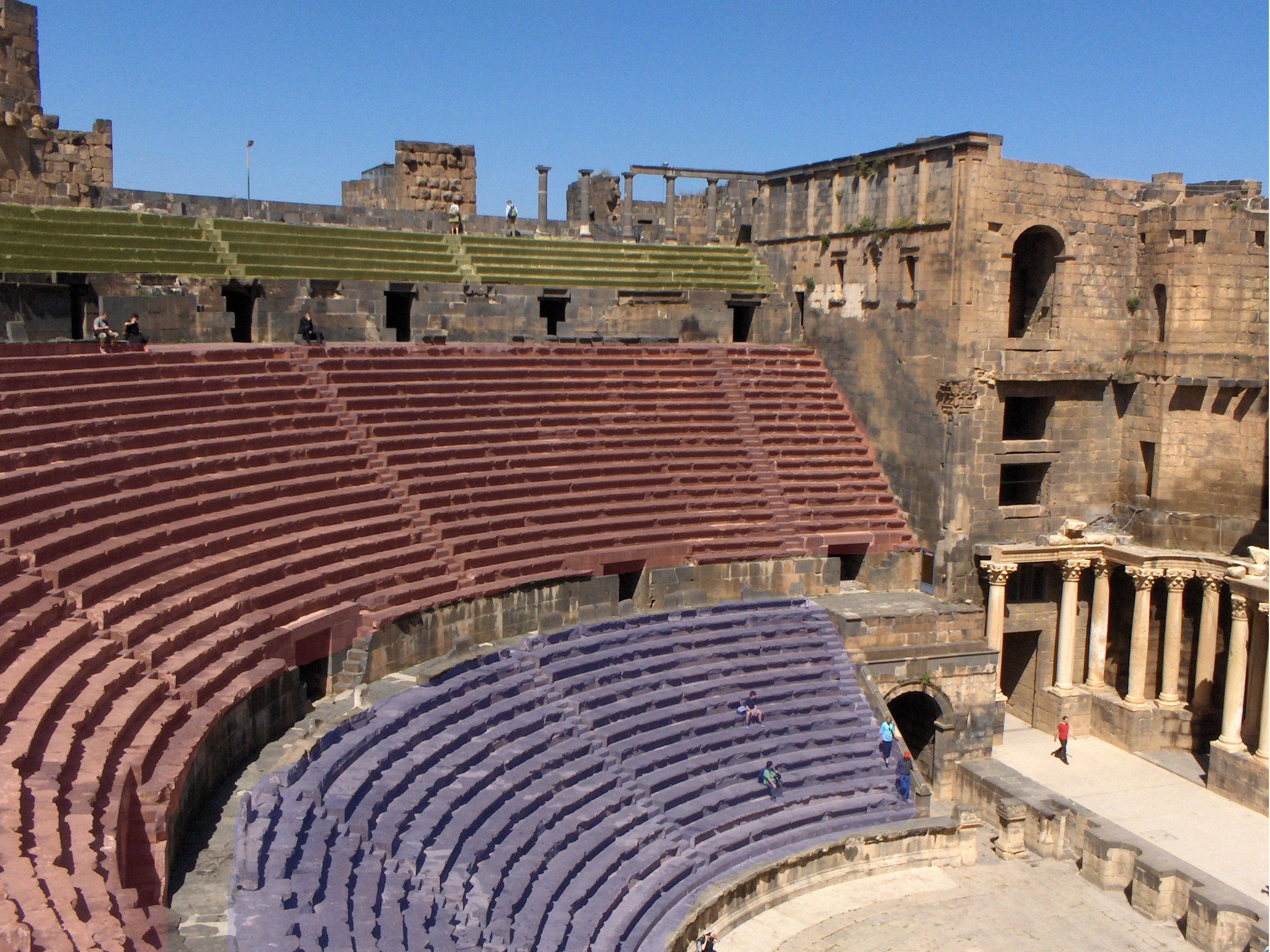
Les différents étages de la cavea du théâtre antique de Bosra : ima cavea (en bleu), media cavea (en rouge) et summa cavea (en jaune).

Les maeniana établissent une hiérarchisation de la qualité des places en fonction de celle de leurs occupants. Cette hiérarchisation socio-spatiale est un souci permanent des architectes, dans les monuments les plus élaborés comme dans les petits édifices de province. Dans les plus grands et les plus élaborés, 

« en bas se trouvaient les gradins du podium, plus larges et plus plats que les autres, où les personnages de marque pouvaient faire installer des sièges mobiles (subsellia ou bisellia). Ces places d'honneur, souvent séparées des autres par un parapet (balteus), avaient des accès indépendants qui évitaient aux notables de se trouver mêlés à la foule. 
Le reste des gradins se divisait en trois zones : l'ima cavea puis, au-dessus d'elle, la media cavea et enfin la summa cavea, couronnée dans certains cas par une belle galerie à portiques. Chaque maenianum était subdivisé en secteurs d'importance comparable, d'une contenance de 400 à 500 places, appelés cunei. À chaque cuneus correspondait un vomitorium par lequel le public accédait aux gradins. À partir de là, les spectateurs descendaient vers leurs places par de petits escaliers taillés dans les gradins (les scalaria). Sous les gradins, un système plus ou moins élaboré de galeries et d'escaliers permettait de conduire les spectateurs depuis l'extérieur de l'édifice jusqu'au vomitoire correspondant aux places qui leur étaient attribuées à l'intérieur de la cavea. »

— Jean-Claude Golvin

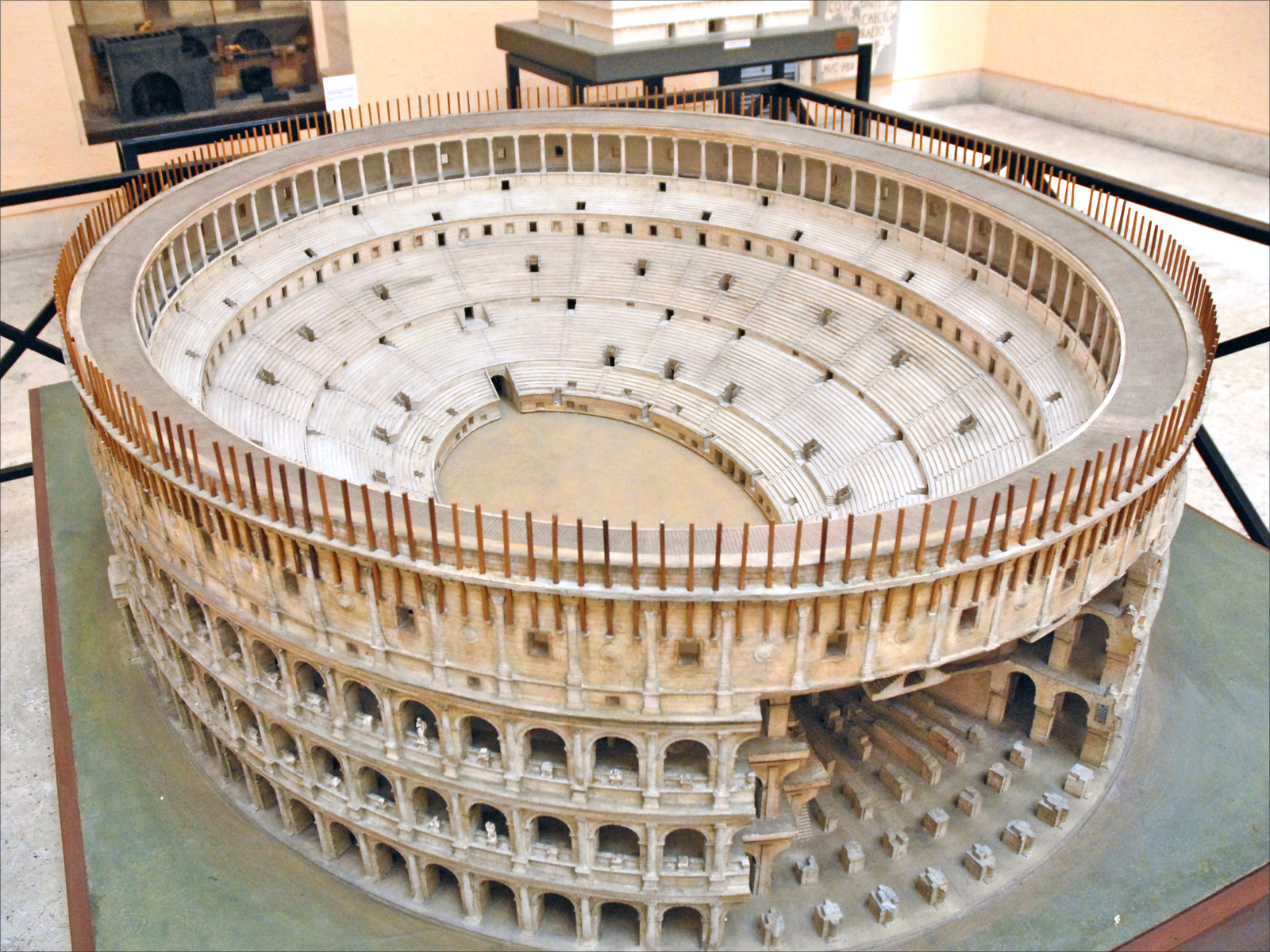
Maquette du Colisée.
La cavea comprend cinq mæniana : un podium (composé d'une plate-forme et de 7 niveaux de gradins) divisé en 14 cunei ; la mænianum primum (composée de près de 20 niveaux de gradins) et la mænianum secundum (composée de 16 niveaux de gradins, avec un étage inférieur, limum destiné aux citoyens riches, et un étage supérieur, le summum dévolu à la classe moyenne) divisées en 16 cunei ; la mænianum summum secundum composée de 11 niveaux de gradins et, sous le portique, la mænianum secundum in ligneis composée de tribunes de bois en pente très raide.

Cette hiérarchisation perdure dans les stades actuels (tribune présidentielle, loges…). La division a également un aspect sécuritaire. « Pour éviter les conflits entre spectateurs dans les gradins, dès le Ve siècle, les groupes supportant les équipes rivales sont séparés. La « sectorisation » des tribunes, mais aussi la séparation des lieux de stationnement, voire des accès routiers, constituent plus que jamais des dispositions de sécurité essentielles dans la conception des stades récents. »

## Forme
La cavea de l'amphithéâtre a une forme elliptique, ce qui lui donne, à largeur égale, une contenance deux fois supérieure à la cavea semi-circulaire du théâtre. Vitruve rappelle que cette forme elliptique lui ôte toute qualité acoustique mais favorise l'évolution des combattants des munera et des venationes, et assure une bonne vision du spectacle (généralement composé de plusieurs duels simultanés) depuis toutes les places, alors que la forme du théâtre favorise la diffusion des sons articulés.
Les architectes accentuent la pente dans la partie supérieure de la cavea des amphithéâtres pour améliorer la perception visuelle des spectateurs les plus éloignés. « La distance limite, fixée entre le dernier spectateur assis sur les gradins et tout point de l'arène, correspond à celle de l'accommodation de l'œil humain, soit une soixantaine de mètres. »